# Episodi di Naruto: Shippuden (ventisettesima stagione)
La storia di Sasuke: L'alba (サスケ真伝 来光篇?, Sasuke shinden raiko hen) costituisce la ventisettesima stagione dell'anime Naruto: Shippuden ed è composta dagli episodi che vanno dal 484 al 488. La regia è di Chiaki Kon ed è prodotta da TV Tokyo e Pierrot. Essa non adatta alcuna parte del manga, essendo invece tratta dal romanzo Sasuke - La luce del mattino.
La ventisettesima stagione è stata trasmessa in Giappone dal 1º dicembre 2016 al 5 gennaio 2017 su TV Tokyo. È stata pubblicata in simulcast con sottotitoli in italiano sulla piattaforma Crunchyroll. L'edizione doppiata in italiano è stata trasmessa su Italia 2 dal 9 al 16 aprile 2024.
La stagione adotta una sigla di apertura: Kara no Kokoro di Anly (episodi 484-488), e una sigla di chiusura: Tabidachi no Uta degli Ayumikurikamaki (episodi 484-488).

## Lista episodi
| Nº  | Titolo italiano Giapponese 「Kanji」 - Rōmaji | In onda          | In onda        |
| Nº  | Titolo italiano Giapponese 「Kanji」 - Rōmaji | Giapponese       | Italiano       |
| 484 | La storia di Sasuke: L'alba - Parte 1: Gli umani esplosivi 「起爆人間」 - Kibaku Ningen | 1 dicembre 2016  | 9 aprile 2024  |
| 484 | Un abitante di Konoha, Tadachi, viene attaccato da due persone, una delle quali usa gli occhi rossi per sottoporsi a genjustu. Kakashi, Sakura e Naruto discutono della scomparsa degli abitanti di Konoha quando il villaggio viene attaccato dagli abitanti scomparsi, tra cui Tadachi. Poiché esplodono dopo essere stati feriti, Naruto e Shikamaru li trattengono e Hinata li stordisce. Kakashi ordina a Sai di avvisare Sasuke degli eventi e di tornare al villaggio perché è necessaria la sua abilità oculare. Nel frattempo, Sasuke nutre un gruppo di gatti randagi e incontra umani esplosivi che attaccano un villaggio di bambù. Quando chiede cosa sta succedendo, viene scambiato per un nemico da Iou, Chino e Nowaki. Sasuke usa il suo Sharingan per liberare le vittime, sorprendendo Chino che Sasuke è un Uchiha. Chino dice a Sasuke che lei e Nowaki sono shinobi erranti che mettono in scena spettacoli. La figlia di Iou si trasforma in un umano che esplode e si uccide. Più tardi, Sasuke realizza tramite Sharingan che qualcuno con un'abilità innata è responsabile degli umani che esplodono. |                  |                |
| 485 | La storia di Sasuke: L'alba - Parte 2: Il Colosseo 「闘技場」 - Koroshiamu | 8 dicembre 2016  | 9 aprile 2024  |
| 485 | Sasuke informa Kakashi degli umani esplosivi, dicendogli che vuole indagare sulla questione in modo indipendente. Dopo i funerali delle vittime, Sasuke si dirige al nascondiglio di Orochimaru per ottenere maggiori informazioni su Fushin, leader del Clan del Fulmine, che pare sia responsabile degli umani esplosivi. Chino e Nowaki si uniscono a Sasuke. Chino gli chiede di Konoha e se farà rivivere il clan Uchiha, ma Sasuke non le risponde. Dopo aver incontrato Yamato per verificare che le sue intenzioni siano per il bene di Konoha, Sasuke parla con Orochimaru, che dice che dovrà prima trovare un certo Oyashiro, un collezionista di abilità innate. Karin, Suigetsu e Jugo entrano e Karin litiga con Chino e poi con Suigetsu. Quando Sasuke se ne va con Orochimaru, Karin ipotizza che Sasuke si rifiuti di rimanere a Konoha perché il suo Sharingan e il Rinnegan gli procurano dei nemici. Viaggiando in barca, Sasuke si chiede come Orochimaru possa viaggiare così liberamente nonostante i suoi crimini. Orochimaru ribatte che Sasuke e Kabuto non sono diversi, ma è improbabile che tornino a essere malvagi. Arrivato al Colosseo, Orochimaru spiega che è il luogo in cui i cittadini benestanti usano i loro shinobi in battaglia per vincere le gare. Chino dice che Sasuke dovrebbe aiutare gli shinobi. Con grande costernazione di Sasuke, Orochimaru lo ha iscritto come concorrente contro Futsu perché Oyashiro vuole avere Sasuke. Proprio mentre la battaglia inizia, appare un altro umano esplosivo. |                  |                |
| 486 | La storia di Sasuke: L'alba - Parte 3: Fuushin 「風心」 - Fūshin | 15 dicembre 2016 | 16 aprile 2024 |
| 486 | Appaiono diversi umani esplosivi, ma Sasuke, Yamato e Orochimaru salvano i presenti dall'essere uccisi dalle esplosioni. Sasuke viene attaccato da qualcuno nascosto nei tunnel del Colosseo, ma prima di poterlo inseguire è costretto a salvare Chino da un umano che esplode. Oyashiro chiede di parlare con Sasuke e spiega che Fushin era uno shinobi che aveva vinto al Colosseo, ma se n'è andato con gli altri shinobi che Oyashiro aveva raccolto. Quando gli viene chiesto se Fushin avesse gli occhi rossi, Oyashiro dice che qualcuno del gruppo di Fushin li aveva e Sasuke sospetta che Fushin abbia un partner e abbia attaccato il villaggio per arrivare a Sasuke. Oyashiro spiega che il proprietario dell'abilità innata è del clan Chinoike, che è stato perseguitato dal clan Uchiha al comando della Terra del Fulmine. Sasuke si dirige alla Valle dell'Inferno con Chino e Nowaki e salva altre persone dall'esplosione. Sasuke viene attaccato ma vede che non è Fushin ma un membro del Clan del Fulmine di nome Karyu. Cerca di attaccare Sasuke ma viene atterrato e prova ancora una volta a combattere Sasuke, che lo sconfigge facilmente. Karyu, spaventato, accetta di arrendersi e Sasuke scansiona i suoi ricordi per confermare i suoi sospetti. Sasuke scopre che Karyu è stato assunto per spacciarsi per la persona responsabile degli umani esplosivi, che è in realtà è Nowaki. Sasuke gli chiede di rivelare il suo vero aspetto, cosa che Nowaki fa e si rivela essere Fushin.                                |                  |                |
| 487 | La storia di Sasuke: L'alba - Parte 4: Il Ketsuryugan 「血龍眼」 - Ketsuryūgan | 22 dicembre 2016 | 16 aprile 2024 |
| 487 | Sasuke sconfigge Fushin. Tuttavia, il tentativo di Sasuke di ottenere informazioni fallisce e Fushin scappa. Viaggiando verso la Valle dell'Inferno, Sasuke trova Chino che lo aspetta e lei si rivela come l'unica sopravvissuta del clan Chinoike. In un flashback, Chino è stata rapita da Oyashiro quando era troppo piccola per ricordare i suoi genitori e ha scoperto il suo Ketsurygan (l'abilità innata oculare dei Chinoike) attraverso l'addestramento. Al Colosseo, ha combattuto e vinto contro Fushin, con cui ha stretto amicizia a causa della loro solitudine. Dopo aver scoperto le sue origini, Chino è scappata con Fushin e pochi altri, diventando il Clan del Fulmine per aiutare il villaggio di Bambù. Tuttavia sono entrati in conflitto con il villaggio della Nebbia, che ha portato gli abitanti del villaggio di Bambù a tradirli. Due dei loro compagni morirono e Karyu se ne andò, e Chino e Fushin arrivarono alla Valle dell'Inferno solo per scoprire che il clan Chinoike era stato distrutto. Due shinobi della Nebbia li attaccarono ma furono trasformati in Umani Esplosivi da Chino, che giurò vendetta. |                  |                |
| 488 | La storia di Sasuke: L'alba - Parte 5: L'ultimo 「最後の一人」 - Saigo no Hitori | 5 gennaio 2017   | 16 aprile 2024 |
| 488 | Sasuke sconfigge Chino. Lei rivela la sua gelosa per l'Uchiha per avere persone che lo hanno amato nonostante il suo passato e chiede perché protegge Konoha nonostante il suo ruolo nella caduta del clan Uchiha, e Sasuke risponde che ha un amico che condivide il suo dolore. Fushin arriva per proteggere Chino ma lei gli dice di fermarsi e si arrende. Mentre vengono mandati in prigione, Sakura e Hinata curano l'ultima vittima dell'Umano Esplosivo. Il Mizukage offre a Chino, Fushin e Karyu di lavorare per lei. Sasuke torna al Colosseo per liberare tutti gli shinobi e il Raikage arriva con il suo seguito per arrestare i proprietari degli shinobi per gioco d'azzardo illegale. Il Raikage dice a Sasuke che è contento di non averlo ucciso quando Naruto supplicò che Sasuke venisse risparmiato. Orochimaru e Oyashiro hanno una conversazione, con Oyashiro che rivela di avere il Ketsuryugan, essendo il padre di Chino, e di aver ucciso il suo clan. Sasuke riceve una lettera da Naruto, che dice che Sasuke che protegge il villaggio è come la Forza di Polizia di Konoha. Ricordando quando disse a Itachi che era il suo sogno d'infanzia di unirsi alla Forza di Polizia, Sasuke decide di tornare a Konoha. |                  |                |

## DVD

### Giappone
Gli episodi della ventisettesima stagione di Naruto: Shippuden vengono distribuiti in Giappone anche tramite DVD, il 2 agosto 2017.
| Volume | Episodi | Data di pubblicazione | Extra |
| ------ | ------- | --------------------- | ----- |
| 1      | 484-488 | 2 agosto 2017         | —     |